# Parlament Narodowy Timoru Wschodniego

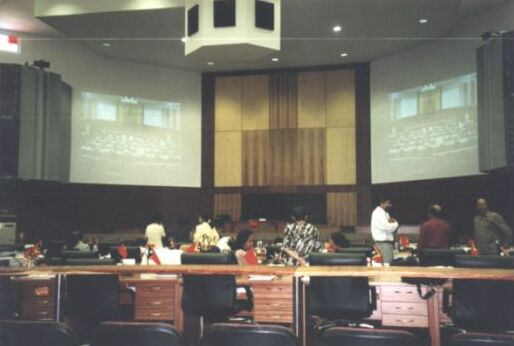
Parlament Timoru

Parlament Narodowy jest to unikameralny parlament Timoru Wschodniego. Parlament został stworzony w 2001 roku pod nazwą Zgromadzenie Konstytucyjne, wówczas Timor podlegał jeszcze administracji ONZ. Wraz z uzyskanie pełnej niepodległości, 20 maja 2002 roku nazwa parlamentu została przemianowana na obecną.
Liczba członków parlamentu waha się od 52 do 65. Początkowo była to liczba 88 członków, jednakże po reformie wyborczej oraz pierwszych wyborach liczba ta została zmniejszona. Kadencja parlamentarzysty wynosi 5 lat. Wybór posłów do parlamentu odbywa się na zasadzie wyborów powszechnych oraz po zakończeniu wyborów na zasadzie proporcjonalnej większości głosów. Siedziba parlamentu mieści się w stolicy Timoru, Dili. Budynek parlamentu został przebudowany, specjalnie na potrzeby funkcjonowania parlamentu. Koszt przebudowy pokryła dotacja od rządu Australii w wysokości 1,8 milionów dolarów australijskich, którą Timor otrzymał wraz z odzyskaniem niepodległości. 
Tak jak większość parlamentów na świecie, tak i parlament Timoru posiada własny gabinet rządzący którego obecnym przewodniczącym jest premier, Xanana Gusmão. W niektórych wypadkach władza ustawodawcza, którą wykonuje parlament jest dzielona z prezydentem Timoru, który jednakże pełni głównie funkcje reprezentatywne.
Minimalna granica wieku w którym obywatel kraju ma prawo do głosowania wynosi 17 lat. Uczestnictwo w wyborach nie jest obowiązkowe.